# (6154) Stevesynnott
(6154) Stevesynnott ist ein Asteroid des Hauptgürtels, der am 22. August 1990 vom US-amerikanischen Geologen, Planetologen und Astronomen Henry E. Holt am Palomar-Observatorium (IAU-Code 675) auf dem Gipfel Palomar Mountain etwa 80 Kilometer nordöstlich von San Diego entdeckt wurde.
Der Asteroid gehört zur Nysa-Gruppe, einer nach (44) Nysa benannten Gruppe von Asteroiden (auch Hertha-Familie genannt, nach (135) Hertha).
Der Himmelskörper wurde nach dem US-amerikanischen Astronomen Stephen Synnott (* 1946) benannt, der am Voyager-Programm der NASA zur Erforschung des äußeren Sonnensystems mitarbeitete.